# توکالتیچه
توکالتیچه (به اسپانیایی: Teocaltiche) یک منطقهٔ مسکونی در مکزیک است که در خالیسکو واقع شده‌است. توکالتیچه ۸۹۵٫۶ کیلومتر مربع مساحت و ۳۶٬۹۷۶ نفر جمعیت دارد.

## خواهرخوانده
شهر آکاپولکو، گوئررو خواهرخواندهٔ توکالتیچه هست.